# Fabian Heinle
Fabian Heinle (né le 14 mai 1994 à Leinfelden-Echterdingen) est un athlète allemand, spécialiste du saut en longueur.

## Carrière
Le 6 juin 2015 à Oberteuringen, il porte son record à 8,25 m avec un vent juste en dessous de la limite de 1,9 m/s. Il confirme en remportant la médaille d'or en 8,14 m lors des Championnats d'Europe espoirs à Tallinn.
Le 8 août 2018, lors des championnats d'Europe de Berlin, Fabian Heinle devient vice-champion d'Europe de sa discipline grâce à un saut à 8,13 m, le meilleur de sa saison, derrière le Grec Miltiádis Tedóglou (8,25 m). L'Allemand, à domicile, décroche sa première médaille chez les séniors.

## Palmarès
| Date | Compétition                   | Lieu      | Résultat | Épreuve  | Marque |
| ---- | ----------------------------- | --------- | -------- | -------- | ------ |
| 2013 | Championnats d'Europe juniors | Rieti     | 4e       | Longueur | 7,56 m |
| 2015 | Championnats d'Europe espoirs | Tallinn   | 1er      | Longueur | 8,14 m |
| 2016 | Championnats d'Europe         | Amsterdam | 6e       | Longueur | 7,87 m |
| 2018 | Championnats d'Europe         | Berlin    | 2e       | Longueur | 8,13 m |
| 2021 | Jeux olympiques               | Tokyo     | 12e      | Longueur | 7,62 m |

## Records
| Épreuve          | Épreuve   | Marque | Lieu          | Date           |
| ---------------- | --------- | ------ | ------------- | -------------- |
| Saut en longueur | Plein air | 8,25 m | Oberteuringen | 6 juin 2015    |
| Saut en longueur | En salle  | 7,81 m | Karlsruhe     | 7 février 2015 |